# استارباکس سنتر
استارباکس سنتر، (به انگلیسی: Starbucks Center) ساختمان اداری-تجاری است، که در زمینی به مساحت ۱۷۰٫۰۰۰ متر مربع و در شهر سیاتل، واشینگتن مستقر می‌باشد. پروژه ساخت این ساختمان در سال ۱۹۱۲ توسط شرکت راه‌آهن یونیون پسیفیک احداث شد. از سال ۱۹۲۵ این ساختمان متعلق به شرکت سیرز بود و از ماه ژوئن ۱۹۹۷ نیز دفتر مرکزی شرکت استارباکس بشمار می‌آید.